# Цзиньвэнь

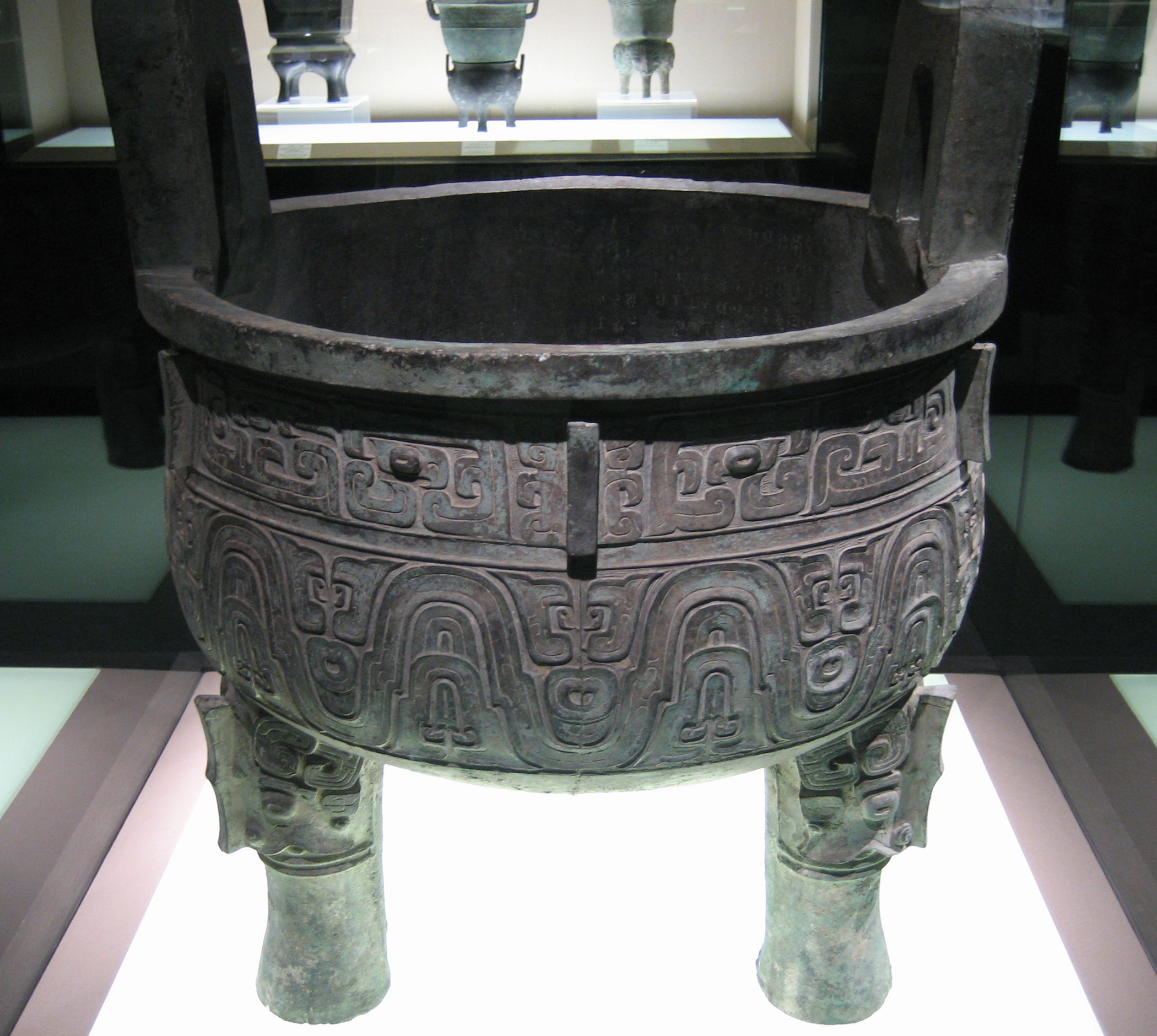
Треножник из Шанхайского музея

Цзиньвэнь (кит. 金文, пиньинь jīnwén) — надписи на китайских ритуальных бронзовых сосудах в эпохи Шан-Чжоу (XIII—IV вв. до н. э.).

## История
В отличие от надписей на гадательных костях, имеющих форму лаконичных вопросов и ответов, надписи на бронзовых сосудах образуют законченный текст. В эпоху Западная Чжоу они располагались на дне или внутренних стенках сосудов, таким образом, при заполнении жертвенной пищей надписи не были видны, то есть служили средством коммуникации между живыми и духами предков. В последующий период, однако, надписи часто выносятся на внешнюю сторону материального носителя, становясь частью эстетического облика последнего.
Наиболее часто надписи встречаются на треножниках для мяса (кит. 鼎), сосудах для зерна (кит. 簋), колоколах (кит. 鐘), а также на бронзовых сосудах для вина и воды разных типов. Всего по состоянию на 2000 год обнаружено около 12 тыс. надписей, половина из которых относится к периоду Чжоу, четверть — к периоду Шан, ещё четверть — к Цинь и Хань.
Самые ранние шанские надписи стилем цзиньвэнь содержат от одного до шести иероглифов, к концу периода встречаются надписи из десятков знаков. Обычно это иероглифы, обозначающие клановое имя и титул предка, в честь которого изготавливается сосуд. Их стиль значительно более пиктографичен, чем стиль гадательных надписей, и вероятно схож с обычным стилем письма эпохи Шан, который мог использоваться на несохранившихся бамбуковых и деревянных дощечках. Он напоминает стиль редких сохранившихся шанских надписей кистью, сделанных на керамике, глине или кости.
В эпоху Чжоу длина надписей достигает более сотни иероглифов — наибольшей по объёму считается надпись на бронзовом треножнике «Мао-гун дин» (кит. 毛公鼎), состоящая из 498 иероглифов. Надписи из ранней Чжоу принципиально не отличаются от шанских, но впоследствии они упрощаются, становятся более линейными. В период Вёсен и Осеней появляются региональные различия в стилях письма. К концу этого периода в некоторых регионах появляются декоративные формы письма, такие как «птичье письмо».
К концу периода Сражающихся царств происходит упадок письма на бронзе. Надписи этого периода обычно значительно короче, чем более ранние. Кроме того, в отличие от шанских и чжоуских надписей, они не отпечатываются при выплавке изделия, а гравируются на готовых бронзовых предметах.
Изучение надписей на бронзовых сосудах началось ещё во времена империи Сун.
В традиционной ханьской терминологии стиль письма, используемый на бронзовых сосудах, называется «знаками большой печати», однако этот термин неточен и применяется ко всему древнему письму, включая письмо гадательных надписей.